# 197-й смешанный авиационный полк
197-й смешанный авиационный полк — воинское подразделение вооружённых СССР в Великой Отечественной войне.

## История
СФормирован путём переформирования 197-го истребительного авиационного полка приказом Наркома обороны от 10.11.1942 года, переформирование было завершено 25.11.1942 года.
По формировании придан 14-й армии. В основном был вооружён самолётами Hawker Hurricane
05.03.1943 года расформирован, но вскоре вновь сформирован как 197-й истребительный авиационный полк

## Подчинение
| Дата            | Фронт (округ)    | Армия      | Корпус | Дивизия | Примечания |
| --------------- | ---------------- | ---------- | ------ | ------- | ---------- |
| 01.12.1942 года | Карельский фронт | 14-я армия | -      | -       | -          |
| 01.01.1943 года | Карельский фронт | 14-я армия | -      | -       | -          |
| 01.02.1943 года | Карельский фронт | 14-я армия | -      | -       | -          |
| 01.03.1943 года | Карельский фронт | 14-я армия | -      | -       | -          |

## Командиры
- майор Ходаковский Федор Сидорович